# Herodias mit dem Haupt Johannes des Täufers
Herodias mit dem Haupt Johannes’ des Täufers ist ein Gemälde von Paul Delaroche aus dem Jahre 1843. Dieses Bild gehört in eine Reihe recht unterschiedlicher Bilder des gleichen Bildnistypus, die von verschiedenen Malern über mehrere Jahrhunderte gemalt wurden.
Etwa seit dem 15. Jahrhundert entwickelt sich dieser eigenständige halbfigurige Bildnistypus. Mit seinem Aufkommen ab der Renaissance, kommt es dann zu einer Vermischung der biblischen Frauengestalten von Salome und Judith, bei denen auch die unterschiedliche Bildsymbolik vermischt wird. Dabei werden die Frauenfiguren teilweise aus dem biblischen Kontext isoliert und jeweils als junge blonde Frau mit langem Haar mit oder ohne Kopfbedeckung, mit oder ohne Begleitfigur und der sogenannten Johannisschüssel bzw. einem Schwert dargestellt.

## Werk
Dargestellt sind zwei in etwa lebensgroße weibliche Personen in einer Art Halbfigurenporträt. Die große Frau im Vordergrund wird von der Seite aufrecht stehend mit uns zugewandtem Kopf dargestellt. Die zweite, mehr im Hintergrund eines Raumes stehende kleinere Frau, öffnet oder schließt einen wallenden Vorhang mit ihrer rechten Hand. Ihre linke Hand liegt mit gekrümmtem Zeigefinger in Gedanken versunken an ihren Lippen. Der Raum im Hintergrund ist dunkel und wird von einem zweiten deutlich voluminöseren Vorhang verdeckt. Das Bild selbst wird durch einen rechteckigen Rahmen mit einer Lünette im oberen Teil abgeschlossen und unterstützt so die Größe der abgebildeten Personen.

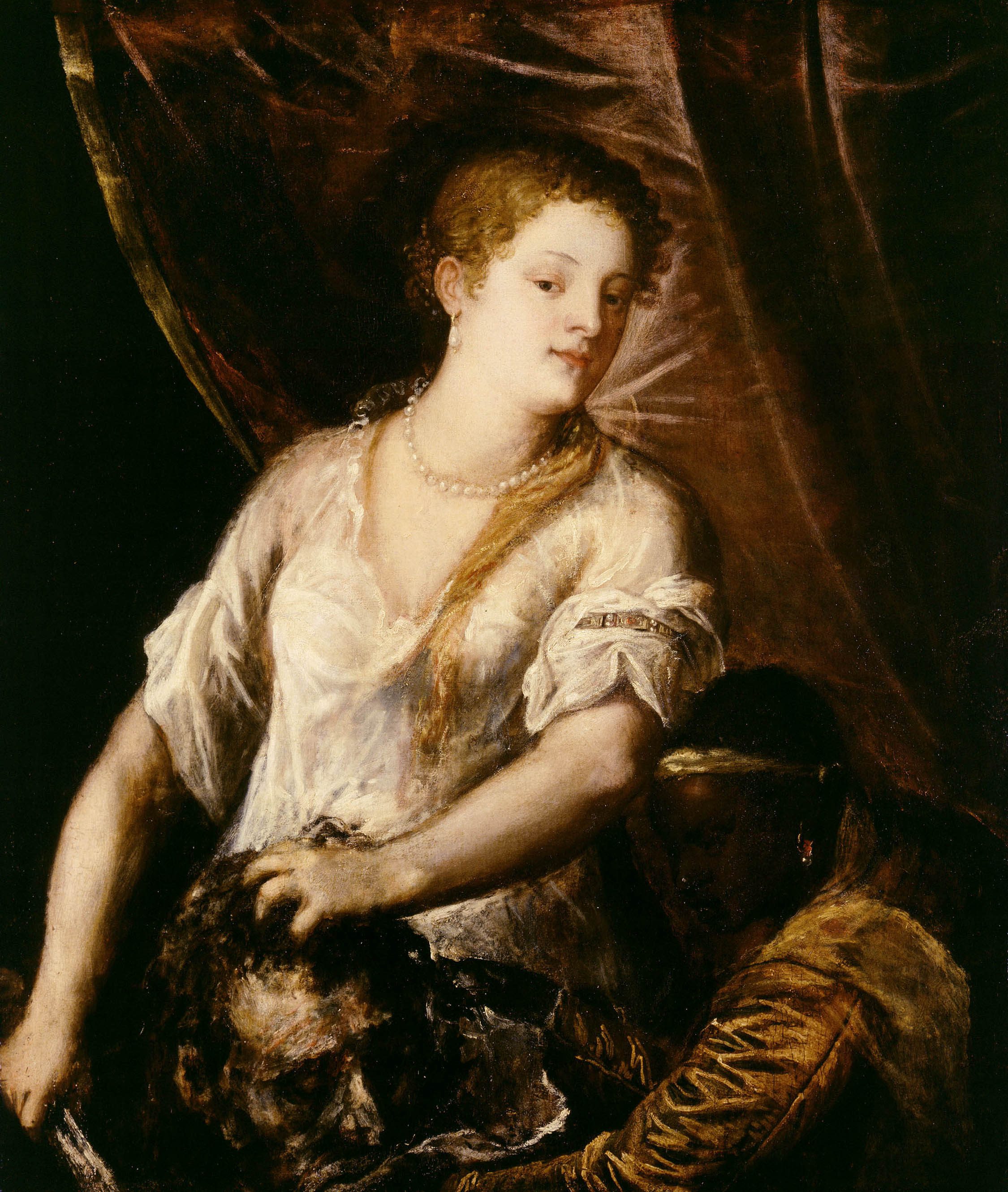
Tizian, Judith und Holofernes, 1570

Die Frau im Vordergrund trägt ein Überwurfkleid aus feinstem Brokat ähnlicher Seide mit besticktem Rand. Hals, Schulter und ein großes Dekolleté sind sichtbar. Die an Porzellan erinnernde helle Hautfarbe hatte in der Entstehungszeit des Bildes unter anderem auch eine sexuelle Konnotation. Das seidene Gewand wird zusätzlich von einem weiteren roten ausdrucksstark gefalteten Samtkleid unterfangen, welches in seiner Stofflichkeit geradezu gefühlt werden kann. Daraus hervortretend sehen wir den Ärmel einer halbtransparenten Chiffonbluse, der in ebenso ausdrucksstarken Wallungen herabfällt. Um das Handgelenk der Frau liegt ein lockeres Perlenarmband. Ihre dunklen Haare sind sorgsam zu den Seiten des Kopfes gekämmt und hinten mit einem hellen Tuch und einem zweiten goldenen Tuch mit einzelnen Goldfäden zu einem Zopf verflochten.
Die zweite Frau trägt weniger vornehme Kleidung, ihre Haare werden durch einen wollartigen orangefarbenen Schal teilweise verdeckt, der in einigen opulenten Falten zusätzlich ihren Oberkörper bedeckt. Gesicht und Hände haben eine dunkle Hautfarbe.
Links im Vordergrund ist eine Art Beistelltisch teilweise abgebildet, auf dessen Ablagefläche eine aufwändig gestaltete Bronzeschale steht. Diese enthält den Kopf eines Mannes, schräg nach oben gerichtet, mit geschlossenen Augen drapiert an eine Obstschale erinnernd. Es sind keine offensichtlichen Verletzungen oder Blutspuren der Enthauptung erkennbar. Darüber hinaus scheint der Kopf kosmetisch zurecht gemacht, Haare und Bart wirken gepflegt und gekämmt. Das Gesicht des Mannes wird nicht durch einen krampfhaften Ausdruck des Todes verzerrt.
Die Frau im Vordergrund fasst mit der linken Hand an die Schale, als würde sie auf ein Geschenk hinweisen wollen.
Ihr Blick ist nicht auf die Johannesschale gerichtet und wird nicht von Ekel, Scham oder Verzweiflung erfüllt. Vielmehr scheint es so, als ob sie äußerst selbstsicher und mit leiser Zufriedenheit in sich selbst hineinblickt. Dieser Blick lässt viele Deutungen der Emotionslage zu. Dies wurde von Delaroche maltechnisch dadurch erreicht, dass das Augenweiß unterhalb der Pupille hervorsticht. Die Dienerin im Hintergrund scheint noch zu grübeln.

## Historischer Zusammenhang
Der Bibelabschnitt (Mk 6,17–29 ) berichtet von einem Mädchen aus der Familie des Herodes, die vor Herodes Antipas tanzt und als Belohnung – auf Anstiftung der Gattin des Antipas (Herodias) hin – das Haupt Johannes des Täufers fordert. Nach Mt 6,17  hatte Johannes der Täufer die Eheschließung des Herodes Antipas mit der Frau seines Halbbruders kritisiert und war daraufhin inhaftiert worden. Die Evangelien führen das Ende Johannes des Täufers daher auf dessen Kritik an Herodes Eheschließung mit Herodias zurück (Mk 6,17–20 ). Der römisch-jüdische Geschichtsschreiber Flavius Josephus nennt hingegen die Furcht des Herodes vor einem durch den Täufer hervorgerufenen Aufruhr als politisches Motiv. Bei Bibelforschern ist umstritten, ob es sich bei der Geschichte von Herodes und Herodias um korrekte Berichte von Matthias und Markus handelt.
In der Bibel taucht der Name Salome für die Tochter der Herodias nicht auf. Erst nach dem 5. Jahrhundert ist er nachweisbar.
Auf unserem Bild wird also die Ehefrau von Herodes namens Herodias mit einer Dienerin und dem Kopf des Johannes in einer Schale dargestellt.

## Malstil
Paul Delaroche war ein Maler des französischen Akademismus. Dementsprechend sind seine Bilder durch viele Modellstudien, Aquarellskizzen und genaue Kenntnis einzelner Details gekennzeichnet. Das vorliegende Gemälde wird bestimmt durch besonders aufwändig gemalte Stoffe. Dafür werden mehrere Farbschichten mit Malmitteln verdünnt übereinander aufgetragen ohne eine Pinselspur zu hinterlassen. Ebenso aufwändig wird die Beleuchtung zur Herausbildung von Faltenwurf und Glanz der Stoffe genutzt. So bekommt das gesamte Gemälde den Anschein eines „historisch-verklärten“ Realismus als Bühnenarragement.

## Deutung
In der Literatur werden zwei unterschiedliche Deutungen vertreten. Ein weiterer theologischer Deutungszusammenhang kann in der Zeit nach der französischen Revolution ausgeschlossen werden.

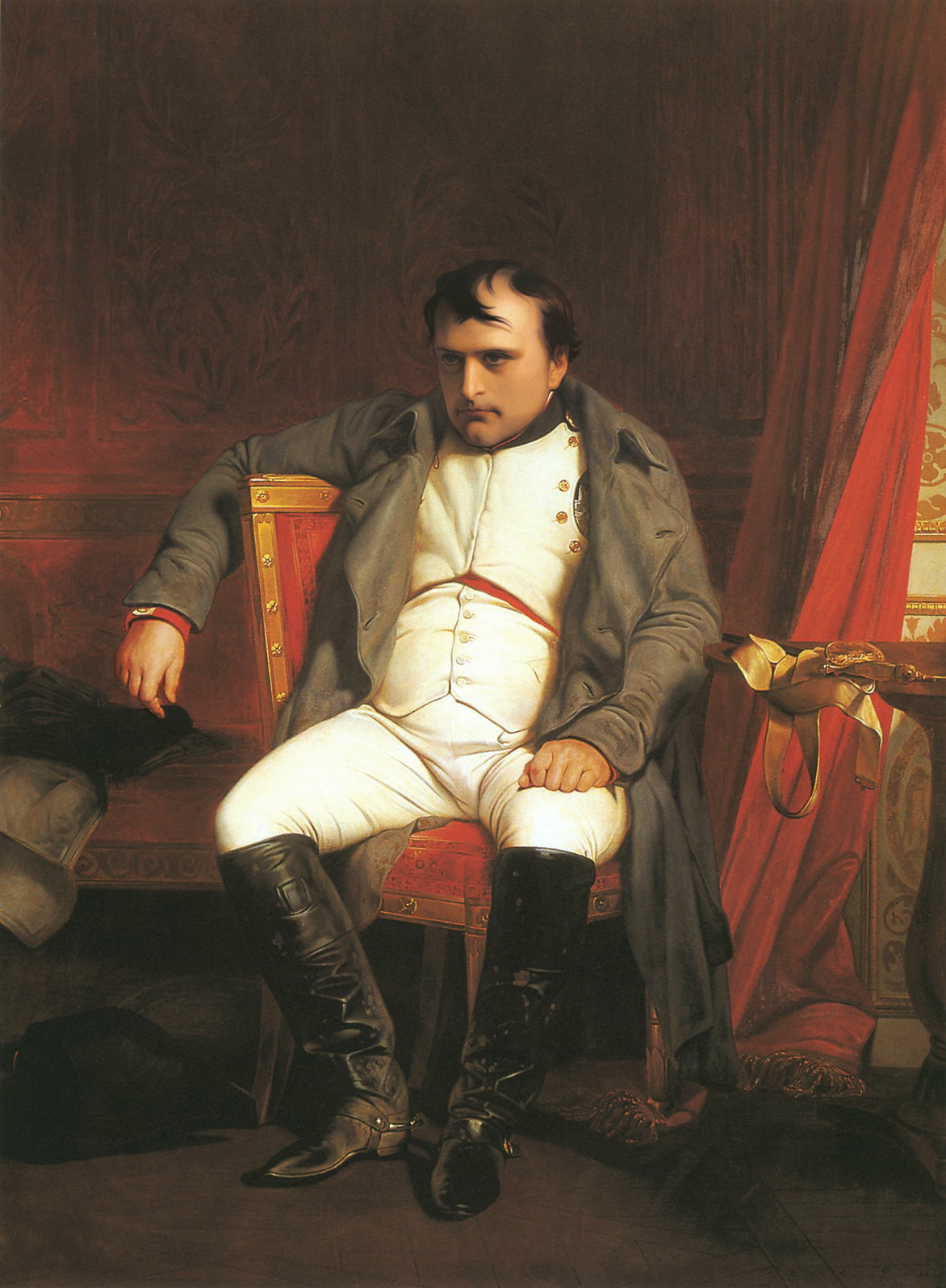
Napoleon in Fontainebleau, 1845

Historienbilder dienen der absichtlichen Verklärung von historischen, mythologischen oder alttestamentarischen Zusammenhängen. Sie wollen belehren oder aufklären, teilweise politisch Stellung beziehen oder agitieren. „Der fast beispiellose Erfolg, der Paul Delaroche als Historienmaler sein ganzes Leben hindurch begleitete, … fällt …mit der Blüte der Geschichtsschreibung in Frankreich“ zusammen Mit seinen Historienbildern, wollte er sich nicht nur als Maler, sondern auch als Historiker profilieren. „Dieser Maler hat keine Vorliebe für die Vergangenheit selbst, sondern für ihre Darstellung, für die Veranschaulichung ihres Geistes, für Geschichtschreibung mit Farben.“ Als weiterer „visueller“ Beleg dient eines seiner Hauptwerke: Napoleon in Fontainebleau nach seiner Niederlage von 1814. Dieses Gemälde entstand 31 Jahre nach der historischen Niederlage Napoleons (1845) und ist ein Musterbeispiel seiner Historienmalerei. Die große Detailverliebtheit des Gemäldes erweckt den Eindruck von Realität, obwohl wir auch wieder auf eine Art Bühnenarragement blicken.
Warum hat Delaroche nun eine Geschichte aus dem Neuen Testament gewählt, in der eine enorm selbstbewusste Frau eine entscheidende Rolle spielte? Aus dieser Frage ergibt sich eine weitere Deutung des Gemäldes. Dazu greifen wir auf die gesellschaftspolitischen Gegebenheiten in Frankreich des 19. Jahrhunderts zurück. Am Sturms auf die Bastille 1789 hatten Frauen einen deutlichen Anteil. Die Forderung nach Frauenrechten war deshalb Bestandteil der Revolution. Nach dem Sturz Napoleon Bonapartes wollten die Siegermächte die alte Gesellschaftsordnung in der sog. „Restauration“ auf dem Wienerkongress wieder herstellen, dass gelang nur teilweise und im weiteren Verlauf kam es zur Julirevolution von 1830 und im Anschluss in Europa zu weiteren Revolutionen.
Obwohl die Geschichte von Herodias und Salome eigentlich nur eine Randerzählung der Bibel ist, hatte sie großen Einfluss auf Malerei und Literatur des 19. Jahrhunderts. „Weder Herodias noch ihre Tochter töten selbst, sie lassen töten – eine Kombination von weiblicher Verführungskunst (dem Tanz) und geschickter Taktik (das Nutzen eines harmlosen Versprechens für einen so grausamen Zweck) führt sie zum Ziel. Diese Tatsache machte die Geschichte gerade … beliebt.“
Die Frage nach dem Frauentyp der Herodias beantwortet Paul Delaroche insoweit, als er ihr die Rolle einer Protagonistin mittels erotischer Ausstrahlung zuweist und sie als historisches Exemplum einer Femme Fatale darstellt. „Die Männerwelt konnte ihre Angst vor den sich emanzipierenden Frauen oder sogar dem Matriarchat mit dem Hinweis auf die Unberechenbarkeit der Frau, die sich in dieser Szene manifestiert, begründen.“ Damit entspricht dieses Bild wiederum dem Zeitgeschmack.
Die „Darstellung der Herodias … hatte großen Erfolg beim Publikum und wurde auf dem Brüsseler Salon mit einer Goldmedaille ausgezeichnet.“
„Das Bild … wirkt besonders wegen seiner psychologischen Momente und natürlich auch wegen seiner höchsten Vollendung in den technischen Details, die die strenge Schule der Pariser Akademie verraten“ und ist eines der Höhepunkte der Sammlung des Wallraf-Richartz-Museums & Fondation Corboud.

## Provenienz
Erworben 1890 als Geschenk des Museumsvereins.

## Auswahl weiterer „Salomedarstellungen“ anderer Künstler

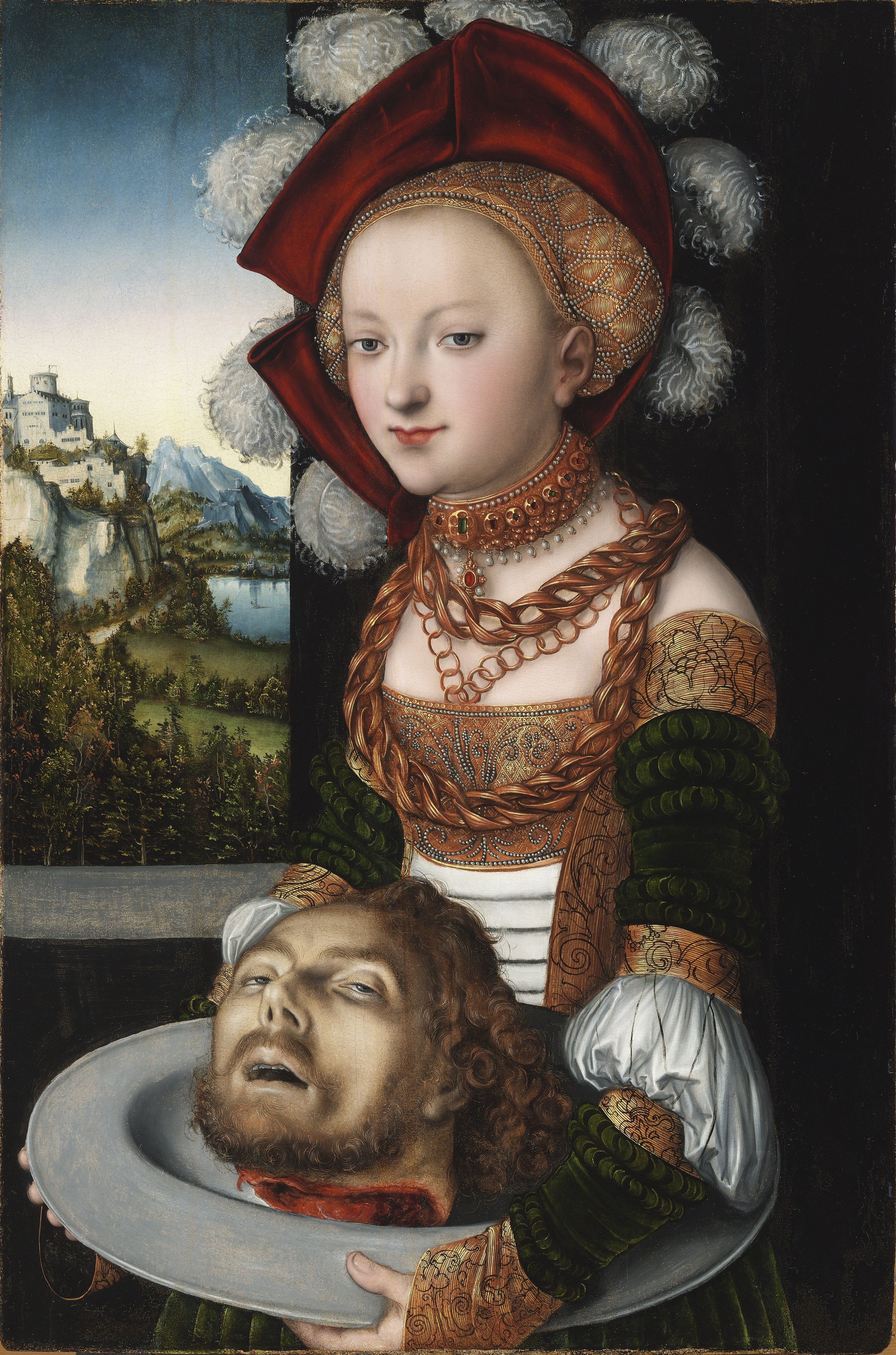
Salome, 1530, Lukas Cranach
Salome, 1550, Tizian
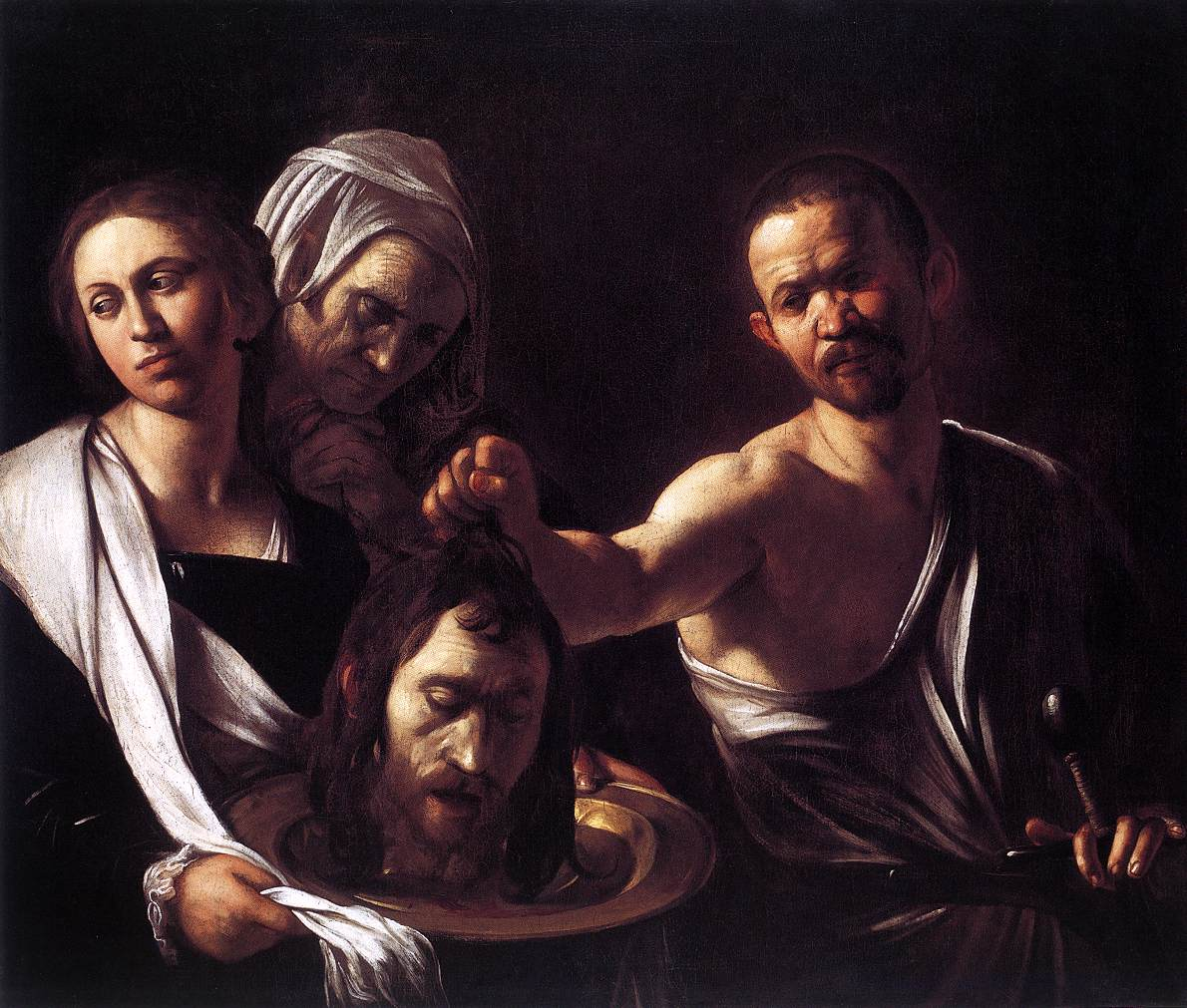
Salome mit dem Kopf Johannes des Täufers, 1607, Caravaggio
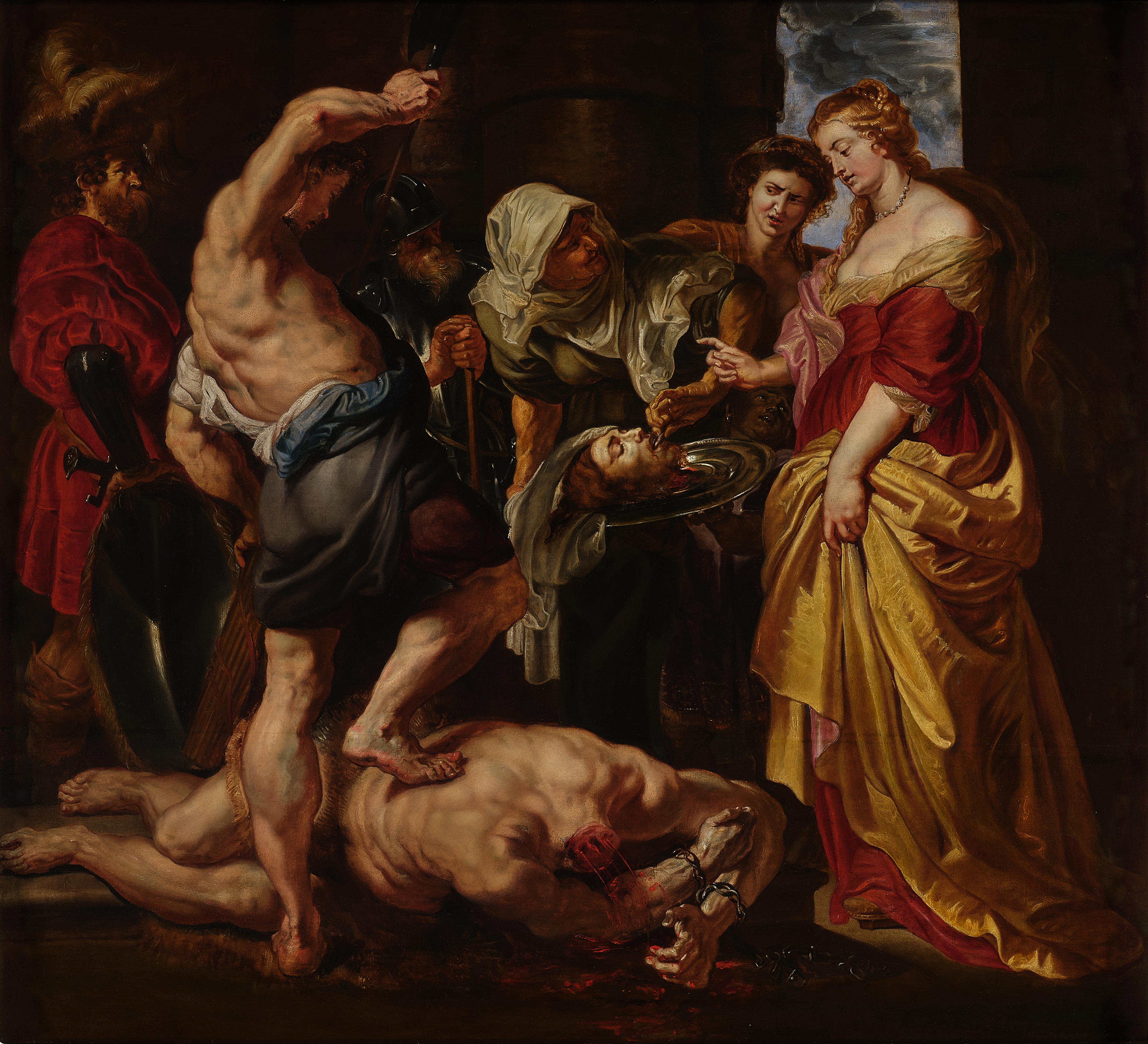
Das Haupt von Johannes dem Täufer wird Salome überreicht, um 1609, Peter Paul Rubens
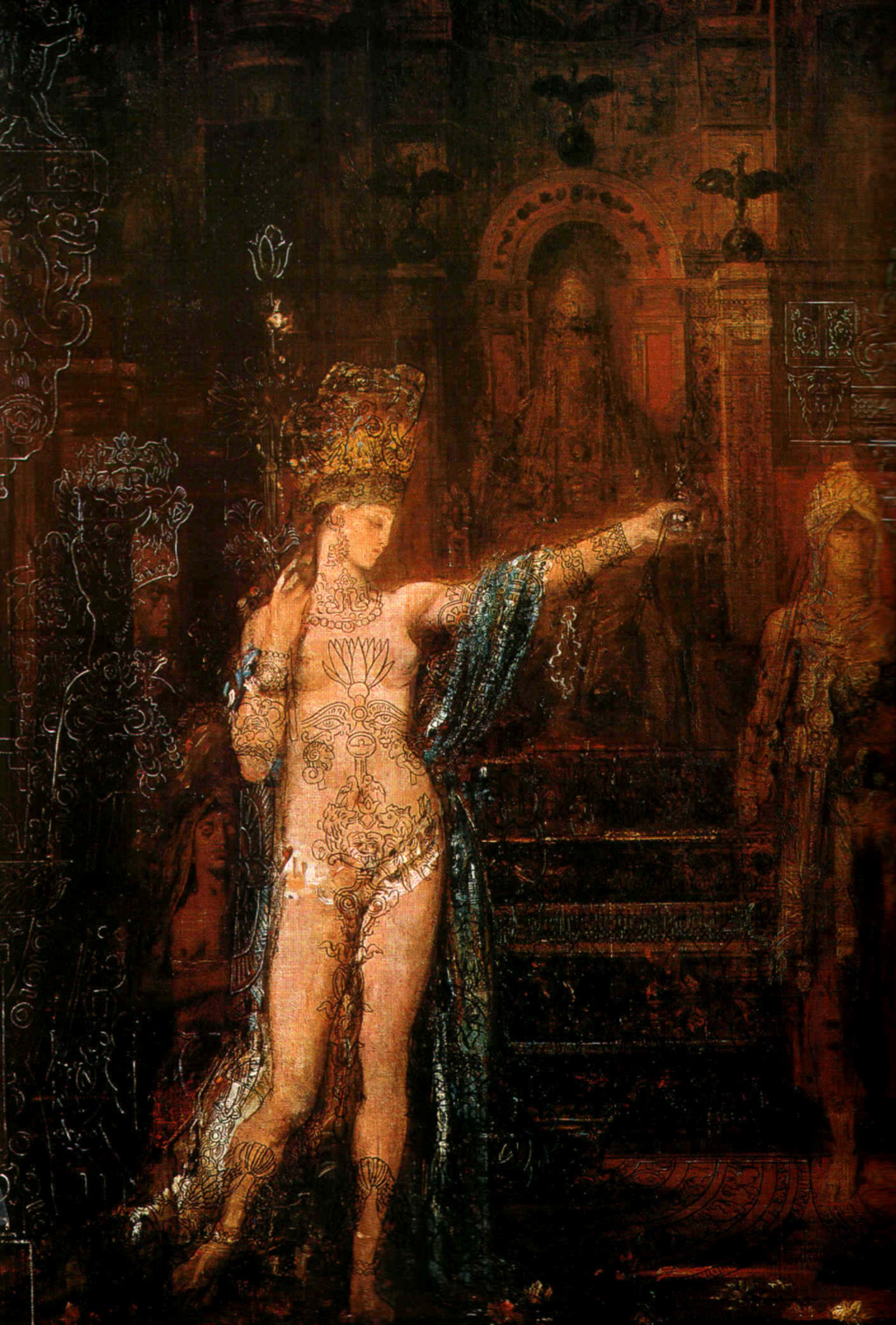
Salome, 1876, Gustav Moreau
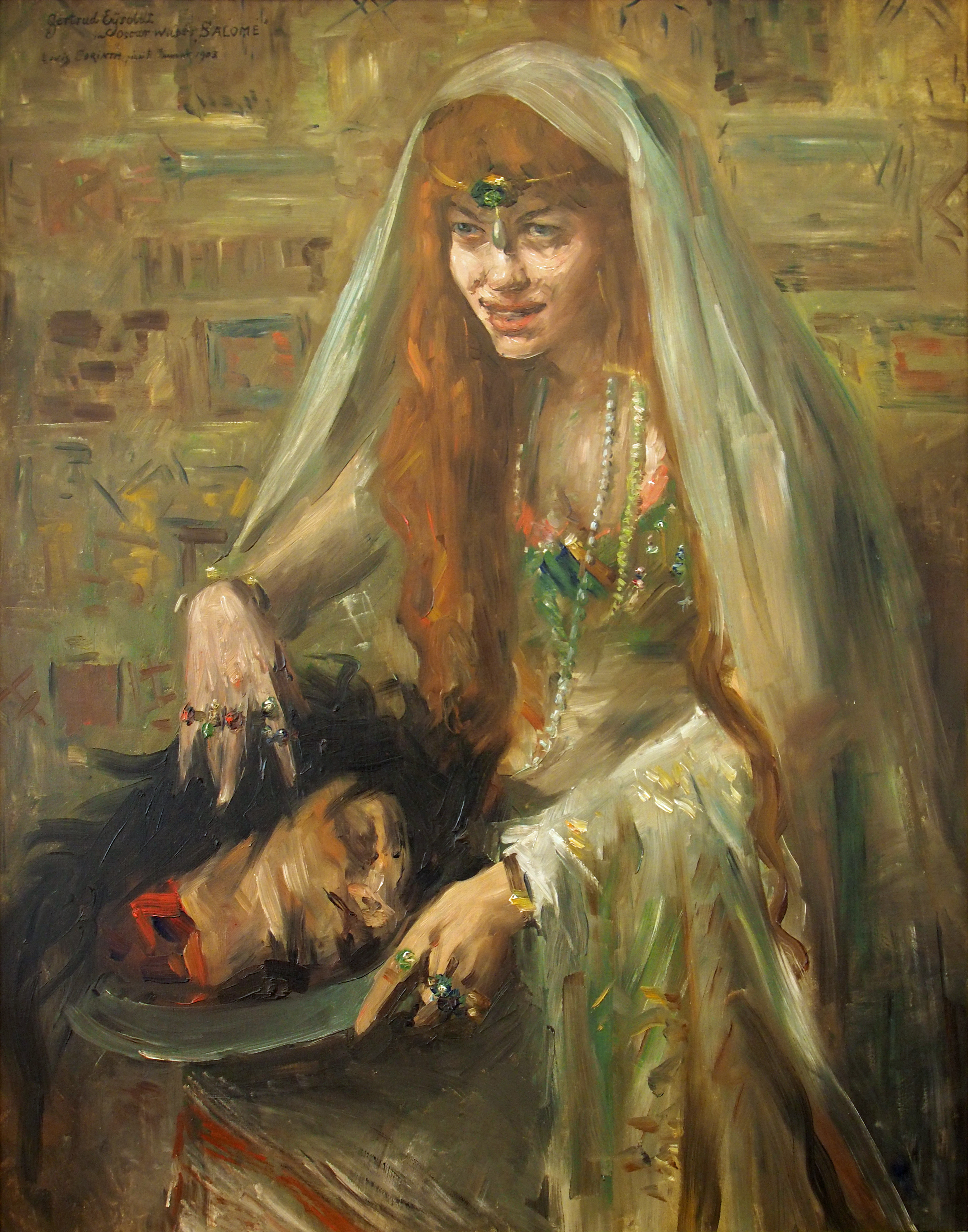
Gertrud Eysoldt als „Salome“, 1903, Louis Corinth
Salome, 1909, Gustav Klimt